# Nephodia subalba
Nephodia subalba är en fjärilsart som beskrevs av Paul Dognin 1917. Nephodia subalba ingår i släktet Nephodia och familjen mätare. Inga underarter finns listade i Catalogue of Life.